# トマス・ウィラビー (第4代ミドルトン男爵)
第4代ミドルトン男爵トマス・ウィラビー（英語: Thomas Willoughby, 4th Baron Middleton、1728年12月19日 – 1781年1月19日）は、グレートブリテン王国の貴族、政治家。1762年から1774年まで庶民院議員を務めた。

## 生涯
第2代ミドルトン男爵フランシス・ウィラビーと妻メアリー（Mary、旧姓エドワーズ（Edwards）、1703年ごろ – 1762年3月12日、トマス・エドワーズの娘）の次男として、1728年12月19日に生まれ、1729年1月10日にノッティンガムのセント・ピーターズ教会で洗礼を受けた。1739年よりベリー・セント・エドマンズのグラマースクールに通った後、1745年12月6日にケンブリッジ大学ジーザス・カレッジに進学した。
1761年イギリス総選挙でニューアーク選挙区からの出馬を初代ニューカッスル公爵トマス・ペラム＝ホリスに申請したが、ニューカッスル公爵がすでに候補者を決めた後だったため立候補を取り下げた。1762年12月、カウンティ選挙区であるノッティンガムシャー選挙区の補欠選挙に出馬して当選した。その後、1768年と1774年の総選挙で再選した。議会ではビュート伯爵内閣（1762年 – 1763年）とグレンヴィル内閣（1763年 – 1765年）への態度が不明であり、第1次ロッキンガム侯爵内閣（1765年 – 1766年）とチャタム伯爵内閣（1766年 – 1768年）には反対の立場だった。たとえば、1766年2月に印紙法廃止への反対票を投じ、1767年2月に土地税法案への反対票を投じた。1768年以降は野党に同調して投票した記録があり、与党に同調して投票した記録がなかった。議会ではあまり目立つ議員ではなかった。
1774年12月16日に兄フランシスが死去すると、ミドルトン男爵位を継承した。ミドルトン男爵家はノッティンガムシャーにおけるトーリー党の指導者として選挙への影響力を有したが、1760年までにホイッグ党とトーリー党の差異がほとんど消えており、また1770年代以降はミドルトン男爵家の影響力が維持されなかった。
1781年1月19日に死去、ウォラトンで埋葬された。叔父トマス（1742年没）の息子ヘンリーが爵位を継承した。

## 家族
1770年4月7日、ジョージアナ・チャッドウィック（Georgiana Chadwick、1746年4月27日 – 1789年6月29日、エヴリン・チャッドウィックの娘）と結婚したが、2人の間に子供はいなかった。